# سندبنک، آرگیل
سندبنک (به انگلیسی: Sandbank) یک روستا در بریتانیا است که در آرگایل و بوت واقع شده‌است. سندبنک ۵٬۱۹۸ نفر جمعیت دارد.